# Гуннарссон, Рутгер
Юхан Рутгер Гуннарссон (швед. Johan Rutger Gunnarsson; 12 февраля 1946, Линчёпинг, провинция провинция Эстергётланд — 30 апреля 2015, Стокгольм) — шведский музыкант, басист, гитарист, аранжировщик и продюсер, известный благодаря участию в студийных записях и гастролям группы ABBA.

## Биография
Родился в городе Линчёпинге и вырос в приходе Ледберг. Его карьера началась с группы Hootenanny Singers. Позже Гуннарссон сотрудничал с группой ABBA — он сопровождал их в гастрольном турне в 1977—1980 годах и участвовал в записи абсолютно всех альбомов квартета в период с 1974 по 1982 годы.
Весной 1974 года Гуннарссон выпустил свой дебютный мини-альбом Susanna. Первая сторона пластинки содержала песни, написанные Стигом Андерсоном, Бенгтом Томасом и Свен-Олофом Вальдоффом. На вторую сторону пластинки вошла брошенная запись ABBA, Svea Svea, которая была создана Бенни Андерссоном, Бьорном Ульвеусом и Стигом Андерсоном ещё в 1971 году. Данная песня была выпущена в виде отдельного сингла под названием Rutger och Kvartetten Bröderna Brothers Trio. Голос Гуннарссона был записан в сопровождении бэк-вокала.
В составе группы ABBA Гуннарссон стал победителем Конкурса песни Евровидение 1974 года с синглом «Waterloo».
В дальнейшем Рутгер участвовал в качестве музыканта в таких мюзиклах, как «Шахматы», «Отверженные», «Рапсодия Рока» и «Mamma Mia!». Он неоднократно становился одним из героев фильмов о группе ABBA. Писал песни для таких исполнителей, как Лассе Штефанс, Элин Ланто и Joyride. Также Рутгер Гуннарссон работал над шведской пластинкой Аллы Пугачёвой Watch out (советское издание вышло под названием «Алла Пугачёва в Стокгольме»), а также над её песней «Примадонна», с которой российская певица выступила на Евровидении 1997 года и на котором Гуннарссон был дирижёром во время выступления Пугачёвой.
В 2014 году Гуннарсон был награждён премией Шведского союза музыкантов (считающейся шведским аналогом «Грэмми») за свой уникальный стиль игры и за признание его заслуг другими музыкантами, а также за сотрудничество с группой АВВА.
Рутгер скоропостижно скончался на 70-м году жизни 30 апреля 2015 года в своём доме в Стокгольме.

## Личная жизнь
В 1979 году Рутгер Гуннарсон женился на Энн-Кристине Карлсон (род. 1948). У них трое детей: сын Риккард и дочери Минни и Джоанна. Риккард Гуннарссон (род. 1975) играет на бас-гитаре и на синтезаторе в составе группы Lowe, а также отвечает за бэк-вокальные партии.

## Сотрудничество
Юхан Гуннарсон в разное время сотрудничал с:
- ABBA
- Бьорном Скифом[швед.]
- Hootenanny Singers
- Хенриком Обергом[швед.]
- Тедом Gärdestad[швед.]
- Агнетой Фельтског
- Джоном Хольмом
- Эриком Свенссоном
- Bobbysocks
- Питером Линдбломом
- Tomas Ledin[швед.]
- Леной Филипссон
- Ульфом Лунделлом
- Аллой Пугачёвой
- Жозефин Нильссон
- Magnus & Brasse
- Магнусом Угглом
- Робертом Уэллсом
- Бананами в пижамах[швед.] (Австралийская детская телепередача)
- Samuelsons
- Кикки Даниельсон[швед.]
- Лоттой Энгберг
- Simons
- Селин Дион
- Элтоном Джоном
- The Spotnicks